# Jean-Pierre Van Rossem
Jean-Pierre Van Rossem, né le 29 mai 1945 à Bruges et mort le 13 décembre 2018, à Jette, est un homme politique, homme d'affaires et dirigeant du sport automobile belge.
Il est aussi l'auteur d'une vingtaine d'essais dont Qui a tué André Cools ? (Wie vermoordde André Cools?) au sujet de l’assassinat d'André Cools, ainsi que d'ouvrages sur le libertinage.

## Biographie

### Activités et condamnations
En 1991, Jean-Pierre Van Rossem est condamné pour escroquerie dans l’affaire dite Van Rossem ou Moneytron (nl), concernant des malversations diverses impliquant l'écurie automobile Onyx. La même année, il crée le parti libertarien ROSSEM qui obtient trois sièges au parlement fédéral aux élections ; le parti est également représenté au niveau flamand. Sorti de prison, il est condamné à nouveau pour escroquerie et fraude fiscale en 2018.
Lors de la prestation de serment du roi Albert II, Jean-Pierre Van Rossem indique son opposition à la monarchie belge en criant « Vive la République d'Europe, vive Julien Lahaut ». Ce cri fait référence à un autre député, Julien Lahaut, qui en 1950 aurait crié « Vive la République », lors de la prestation de serment du roi Baudouin.

### Mort
En janvier 2017, Jean-Pierre Van Rossem annonce dans une interview accordée au vidéaste web Bert De Clercq qu'il a l'intention de demander son euthanasie avant la fin de l'année.
Il meurt le 13 décembre 2018 à l’hôpital UZ Brussel à Jette.

## Œuvres
Jean-Pierre Van Rossem est l'auteur d'une vingtaine d'essais, ainsi que d'ouvrages sur le libertinage.
- (nl) Hoe genezen we onze zieke ekonomie? (1979, Metodika)
- (en) Moneytron: How the system works (1989)
- (en) Is Outperformance of Security Markets Possible with Modern Econometrics? (1990)
- (nl) Staat in staat van ontbinding (1990, Houtekiet)
- (nl) Proces in duplo (1990, Houtekiet)
- (nl) Mister Junkie & Sister Morphine (1991, Houtekiet)
- (nl) Sonate voor een blauwe vuurtoren (1991, Houtekiet)
- (nl) Libertijns Manifest (1991)
- (nl) Libertijnse Breekpunten: wat willen Libertijnen (1992)
- (nl) Een dode zwaan in Tann (1992)
- (nl) De schat van de Arme Klavers (1992)
- (nl) Hoe word ik stinkend rijk?: Van Rossems beleggings- en belastinggids editie 1993 (1992)
- (nl) Wie vermoordde André Cools? (1993, Loempia)
- (nl) Hoe kom ik van de grond? : Van Rossems Sex- en Bordelengids (1993)
- (nl) De nacht van Christus-Koning (1996)
- (nl) Gevangenisdagboek (1999, Van Halewyck)
- (nl) De dag van de nachtschade (2000, Van Halewyck)
- (nl) Brigitte, of Het hart van de engel (2001)
- (nl) De maquette : verslag (2002)
- (nl) De onkuise kuisheid van de Boccaccio : studie van het postmoderne nachtleven (2002)
- (nl) Crisis: Hoe lossen we het op? (2009, Lampedaire)
- (nl) De engel in de duivel, Lampedaire Uitgevers Bvba,  (ISBN 978-9079592425), 2009
- (nl) Belgisch uranium voor de eerste Amerikaanse en Russische atoombommen (2011, Van Halewyck)